# Sammy Benskin
Samuel „Sammy“ Benskin (* 27. September 1922 in der Bronx, New York City; † 26. August 1992 in Teaneck, New Jersey) war ein US-amerikanischer Jazz- und Rhythm-and-Blues-Pianist.

## Leben
Benskin stammt aus der Bronx und begann um 1940 als professioneller Pianist zu arbeiten, als er den Sänger und Gitarristen Bardu Ali begleitete. In den 1940er-Jahren arbeitete er außerdem mit Jazzmusikern wie Buck Clayton, Stuff Smith, Benny Morton, John Hardee, Don Redman und Lucky Thompson. 1945 gehörte er Freddie Greens Kansas City Seven an und begleitete Billie Holiday im Orchester von Bob Haggart (Don’t Explain / You Better Go Now).
Anfang der 1950er-Jahre leitete er ein eigenes Pianotrio und trat außerdem als Solist sowie als Begleitmusiker für Vokalisten wie Roy Hamilton und Al Hibbler auf. 1954 war er Mitglied der Formation The Three Flames. Ende der 1950er arbeitete er mit Dinah Washington; 1959 nahm er mit einer Band namens The Spacemen den Instrumental-Titel The Clouds auf, den Julius Dixon geschrieben und produziert hatte. An dem Titel wirkten außerdem Panama Francis, Haywood Henry und Babe Clark mit. Er erschien auf Dixsons „Alton“ Label. Der Titel eroberte #1 der Billboard R&B Charts und #41 in den Pop-Charts. The Clouds war damals die erste Nummer eins, die von einem Plattenlabel herauskam, das sich in Besitz eines Afroamerikaners befand, noch vor dem ersten Motown #1 Erfolg im selben Jahr.
Ab den 1960er-Jahren arbeitete Benskin vorwiegend als Begleiter von Sängern sowie als Arrangeur und Produzent. 1982 nahm er in Paris ein Album für das Label Black & Blue auf, These Foolish Songs.

## Sammlung
- The Benny Morton and Jimmy Hamilton Blue Note Swingtets (1945) & Sammy Benskin Trio. Mosaic, 1986 – 1 LP mit Billy Taylor, Specs Powell